# جبل شيليا
جبل شيليا هو جبل يقع في شرق الجزائر في حدود ولايتي باتنة وخنشلة (بلدية اشمول بباتنة وبلدية بوحمامة ويابوس بخنشلة) ويبلغ ارتفاعه 2328 م (قمة رأس كلثوم) فوق مستوى سطح البحر، وهو يمثل أعلى قمة بجبال الأوراس، جبل شيليا هو ثاني أعلى قمة جبلية في الجزائر بعد جبل تاهت في الهقار وقمته مغطاة بالثلوج بين شهر اكتوبر تشرين أول و مارس آذار.

## نبذة
معروف بنمو شجر الأرز فيه بكثرة وهو ما جعل من ولاية خنشلة تتخذه رمزا لها ويوقع به في الدرع الخاص بالولاية وهو معلم تاريخي شهد العديد من الأحداث منها وابرزها اندلاع الثورة الجزائرية ومقتل مصطفى بن بولعيد.

## مناخ
في الشتاء فتغطى قمتها بالثلوج من نهاية نوفمبر إلى نهاية فبراير أو حتى بداية مارس حسب السنة.

## وصلات خارجية
- النهار تي في قناة جبال شيليا الطبيعة الساحرة بولاية خنشلة  على يوتيوب
- جبل شيليا (2328 م) بالأوراس...كنز الفردوس المفقود على يوتيوب